# Мартинес, Хосе Андрес
Хосе Андрес Мартинес Торрес (исп. José Andrés Martínez Torres; род. 7 августа 1994, Маракайбо, Венесуэла) — венесуэльский футболист, полузащитник клуба «Коринтианс» и сборной Венесуэлы.

## Клубная карьера
Мартинес начал профессиональную карьеру в клубе «Депортиво Сулия». 31 января 2016 года в матче против «Уренья» он дебютировал в венесуэльской Примере. 6 апреля в поединке против «Каракаса» Хосе забил свой первый гол за «Депортиво Сулия». В начале 2018 года Мартинес перешёл в «Сулию». 30 января в матче против «Депортиво Тачира» он дебютировал за новую команду. 13 мая в поединке против «Арагуа» Хосе забил свой первый гол за «Сулию». В том же году он стал обладателем Кубка Венесуэлы.
23 декабря 2019 года Мартинес перешёл в клуб MLS «Филадельфия Юнион». По сведениям прессы сумма трансфера составила $325 тыс. В главной лиге США он дебютировал 8 марта 2020 года в матче против «Лос-Анджелеса». 27 января 2021 года Мартинес подписал с «Филадельфией Юнион» новый контракт до конца сезона 2022 с опциями продления ещё на два сезона. 1 июня 2023 года Мартинес подписал с «Филадельфией Юнион» новый контракт до конца сезона 2025 с опцией продления на сезон 2026. 21 июня в матче против «Орландо Сити» он забил свой первый гол за «Филадельфию Юнион». Мартинес был отобран на Матч всех звёзд MLS 2023, в котором сборная звёзд MLS принимала английский «Арсенал».

## Международная карьера
За сборную Венесуэлы Мартинес дебютировал 3 июня 2021 года в матче квалификации чемпионата мира 2022 против сборной Боливии. Был включён в состав сборной Венесуэлы на Кубок Америки 2021.

## Достижения
Командные
 «Сулия»
- Обладатель Кубка Венесуэлы: 2018

 «Филадельфия Юнион»
- Победитель регулярного чемпионата MLS: 2020

Личные
- Участник Матча всех звёзд MLS: 2023